# Strugasca
Strugasca – wieś w Rumunii, w okręgu Caraș-Severin, w gminie Cornereva. W 2011 roku liczyła 45 mieszkańców. 